# Lai lai
Lai lai är ett musikalbum utgivet 1999 av den svenska artisten Eva Dahlgren.
"Underbara människa" var albumets huvudsingel och släpptes innan albumet gavs ut. Låten gjorde dock inget intryck på exempelvis Svensktoppen, där den inte lyckades ta sig in. "Rik och ökänd" och "För att du är här" släpptes också som cd-singlar, den senare dock bara som promosingel.
Av konvolutet framgår att Eva Dahlgren själv spelar alla instrument utom stråkarna.

## Låtlista
1. Lai lai
2. Min familj
3. För att du är här
4. Underbara människa
5. Kött och blod
6. Rik och ökänd
7. Sand
8. Tavlor utan ram
9. Mammon
10. Ja

## Listplaceringar
| Lista (1999) | Position |
| ------------ | -------- |
| Finland      | 7        |
| Norge        | 20       |
| Sverige      | 1        |